# Rîhî, Lohvîțea
Rîhî (în ucraineană Риги) este localitatea de reședință a comunei Rîhî din raionul Lohvîțea, regiunea Poltava, Ucraina.

## Demografie
Componența lingvistică a localității Rîhî
     Ucraineană (99,07%)
     Alte limbi (0,93%)
Conform recensământului din 2001, majoritatea populației localității Rîhî era vorbitoare de ucraineană (99,07%), existând în minoritate și vorbitori de alte limbi.